# ボルボ・グループ
ボルボ・グループ（スウェーデン語: Volvokoncernen; 正式名称: アクチエボラグ・ボルボ〈Aktiebolaget Volvo〉, 通称: ABボルボ 〈AB Volvo〉）は、スウェーデンのヨーテボリに本拠を置く多国籍企業。ボルボ・トラックス、ルノー・トラックス、マック・トラックス、東風汽車集団、アイシャー・モーターズ、ボルボ・バス、ボルボ建設機械、ボルボ・ペンタ、ボルボ・フィナンシャル・サービスなどを所有する。

## 概要
地元の名門チャルマース工科大学と共同研究を行っている。また、2014年より上智大学と産学教育連携しており、2017年現在でも継続している。
1999年に乗用車事業を「ボルボ・カーズ」としてフォード・モーターに売却した後、他国の商用車メーカーの買収によるトラックやバスといった商用車に特化した世界戦略をとっている。2016年時点で世界2位のトラックメーカーである。また、建設機械、船舶の各事業部と併せ、大型ディーゼル機関を中心としたグループを展開している。なお、「ボルボ・カーズ」は2010年にフォードから中国の浙江吉利控股集団傘下に移動し、引き続き「ボルボ」ブランドを保持している。また、浙江吉利控股集団は2018年にABボルボの筆頭株主となっている。
日本国内では、ABボルボの子会社として設立したエヌエー（のちのボルボグループジャパン・現：UDトラックス）が日産ディーゼル工業を買収し完全子会社とした。また、かつてはABボルボ100%出資子会社の日本ボルボがボルボ・トラックス、ボルボ建設機械、ボルボ・ペンタの各事業部を展開していたが、2010年1月1日をもって日産ディーゼル工業と合併した。そして翌月2月1日をもって日産ディーゼル工業はUDトラックス(初代)に社名を変更し、さらに2014年1月1日にUDトラックスジャパン、ボルボグループジャパンと合併。同時に存続会社のボルボグループジャパンが社名を変更し現在はUDトラックス（2代）となっている。2020年10月30日、主要株主であるボルボ・グループといすゞ自動車間で戦略的提携が正式に締結されたことにより、いすゞ自動車がボルボからUDトラックスを2,430億円で買収したことでUDトラックスはいすゞグループ企業となり、ボルボ・グループから離脱した。
なお、日本においてボルボを冠するABボルボ傘下の企業（グループ外であるボルボ・カーズ傘下を除く）は現存せず、現在の日本におけるABボルボの事業は基本的にUDトラックスが行っている。かつては前述のとおりエヌエー株式会社として設立され、現在はUDトラックスとなっているボルボ・グループ・ジャパンのほか、日本ボルボ、ボルボ・インフォメーション・テクノロジー・ジャパン、ボルボ・ロジスティクス・コーポレーション・ジャパン、ボルボテクノロジー・ジャパンがグループ内の企業としてボルボを冠していたが、ボルボテクノロジー・ジャパン以外の全社は合併を経て現在はUDトラックスの一部門となっている。なお、ボルボテクノロジー・ジャパンはUDトラックスに合併することなく、2017年10月30日に清算結了している。
UDトラックスのグループ会社であるVFSジャパン株式会社（現・UDフィナンシャルサービス）は直接はボルボの名前を冠しないものの、Volvo Financial Servicesの日本法人であり、ボルボ・グループに由来する命名となっていた。
このほか、ABボルボはヤマハ発動機へマリン用ディーゼルエンジンを多数供給している。

## 沿革
旧部門の沿革については当該記事を参照のこと。
- 1928年 - ボルボグループにおけるトラック製造を開始する。
- 1999年 - ボルボグループの乗用車事業をフォードに売却し、フォード傘下企業の「ボルボ・カーズ」（Volvo Cars）となる。
- 2001年 - ルノー・ビークル・インダストリー（ルノーの商用車事業子会社）を買収すると共に、「ルノー」の出資を受け入れ同社がボルボグループの筆頭株主となる。
- 2002年 - ルノー・ビークル・インダストリーを「ルノートラック」に改称し、ボルボグループ傘下事業に加える。
- 2006年 - ABボルボが日産ディーゼル工業（UDトラックスならび当時の日産自動車の子会社）の株式を取得し業務提携を発表。翌2007年2月20日に株式公開買い付けを行い、10月1日に完全子会社化した。
- 2008年 - インドのアイシャー・モーターズとボルボグループの折半出資で合弁会社VEコマーシャル・ビークルズを設立。
- 2012年12月13日 - ルノーが保有するABボルボ株を全て売却。売却額は14億7600万ユーロ[24]。
- 2014年11月26日 - 上智大学とボルボグループの産学教育連携を発表[8]。
- 2018年6月 - ボルボ・カーズを2010年8月に子会社に収めた「浙江吉利控股集団」がボルボグループ（ABボルボ）の株式8.2％を取得して筆頭株主（議決権ベースでは投資会社のIndustrivärdenに次ぐ）となった[6][11][12]。
- 2018年5月7日 - ABボルボと資本関係がないボルボ・カーズが路上危険データを共有することを発表[25]。
- 2019年12月 - いすゞ自動車とボルボ・グループの戦略的提携が発表され、UDトラックスをいすゞが傘下に収めることが発表された。

## 企業グループ

### 現行事業
トラック事業
傘下にボルボ・トラックス、ルノー・トラックス、マック・トラックスの各法人組織を擁する。世界的な業界再編の中で積極的な買収を行い、現在はドイツのダイムラー・トラックと並ぶ商用車大手となっている。なお、UDトラックスはABボルボ子会社のエヌエーが日産ディーゼル工業の株式を取得し筆頭株主となったのち、日産ディーゼル工業がUDトラックス（初代）に商号変更、さらに同社がUDトラックスジャパン、ボルボ・グループ・ジャパン（旧：エヌエー）と合併した際に存続会社であるボルボ・グループ・ジャパンがUDトラックス（2代）に商号変更した法人である。
ボルボはジョイントベンチャーによる事業展開も積極的である。
- インドではインドモービル・グループならびに山東臨工工程機械（SDLG）とのジョイントベンチャーでインドトラック・ウタマとしてSDLGブランドを、アイシャー・モーターズとのジョイントベンチャーでVEコマーシャル・ビークルズ (VECV)としてアイシャートラックを展開。
- 中華人民共和国では東風汽車とのジョイントベンチャーで東風商用車としてドンフェントラックを展開。以前はこれとは別に、ボルボグループ（沃尔沃集团）傘下のUDトラックスが同じく東風汽車とのジョイントベンチャーで東沃汽車としてドンボトラックを展開していたが、ボルボグループが撤退し現在は東風汽車完全子会社の東風能迪汽車となっている[27]。

その他の事業
- ボルボ建設機械 - 建設機械
- ボルボ・ペンタ - 船舶、産業用エンジン
- ボルボ・フィナンシャル・サービス - 金融
- ボルボ・バス - バス

### 旧事業
かつては下記部門も存在していたが、事業売却により他社資本・分社化されている。
トラック事業
- UDトラックス（旧:日産グループならび現:いすゞグループ）

乗用車事業
ボルボ社創業時からの事業であったが、1999年にフォード・モーターに分離・売却された。売却後は、乗用車事業はフォードの傘下企業「ボルボ・カーズ」（Volvo Cars）となった。フォードとボルボグループの間に資本関係はないが、ボルボのブランドはボルボとフォードが協同所有する商標管理会社、ボルボ・トレードマーク・ホールディングに帰属し、同社により使用許諾されていた。さらに、2010年には中国資本の持株会社である浙江吉利控股集団に再売却された。
ボルボグループ時代は著名なスウェーデン鋼を使った「世界一安全なファミリーカー」と評価されていたが、フォード・モーターに売却されて以降はプレミア・オートモーティブ・グループのブランドとして、「プレミアムカー」へと路線の変更を行った。しかしながら1,000万円以下の車しか販売していない。
近年自動車の安全水準が大幅に向上しているため、安全性を図るテストにおいて好成績を修める他社の車両が増えてきたものの、道路逸脱事故や対向車との正面衝突対応した自動ブレーキ等、テストされないvolvo独自の安全機能は現在においても存在する。
航空機事業
かつてグループ内にボルボ・エアロが存在したが2012年にGKNに売却され、のちにGKNエアロスペースに社名変更された。

## ブランド
ボルボグループでは以下のブランドを擁しており、実際の法人組織有無にかかわらず以下に区分されている。
ボルボ
- ボルボトラック
- ボルボバス
- ボルボ建設機械

ボルボペンタ
- ボルボペンタマリンレジャー
- ボルボペンタマリンコマーシャル
- ボルボペンタインダストリアル

テレックストラックス
- テレックストラック

ルノートラックス
- ルノートラック

プレヴォ
- プレヴォ

ノヴァバス
- ノヴァバス

マック
- マックトラック

以下はジョイントベンチャーや戦略的提携によるブランドである。
SDLG
- SDLG

アイシャー
- アイシャートラック

ドンフェントラックス
- ドンフェントラック

## 車種一覧
ここではボルボブランドのもののみ記述する。
なおかつて生産していた乗用車についてはフォードへの乗用車事業売却後を含め、ボルボ・カーズを参照のこと。

### ボルボ・バス
- アステローペ
- B10M
  - シャシーのみで、車体は富士重工業が担当。シャシーはセンターアンダーフロアエンジンシャシー（ホイルベース間にエンジンを搭載する構造）で、アステローペ、連節バスとも型式はB10M型。現在はいずれも製造終了。

以下は、日本国内に未導入の車種である。

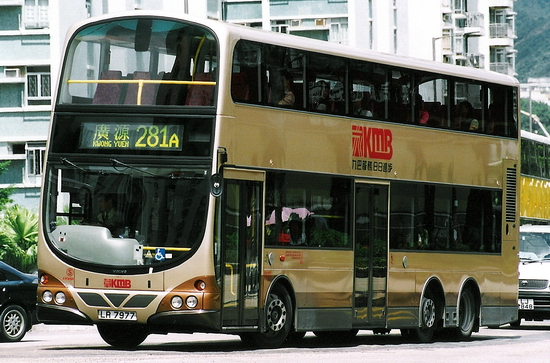
オリンピアン
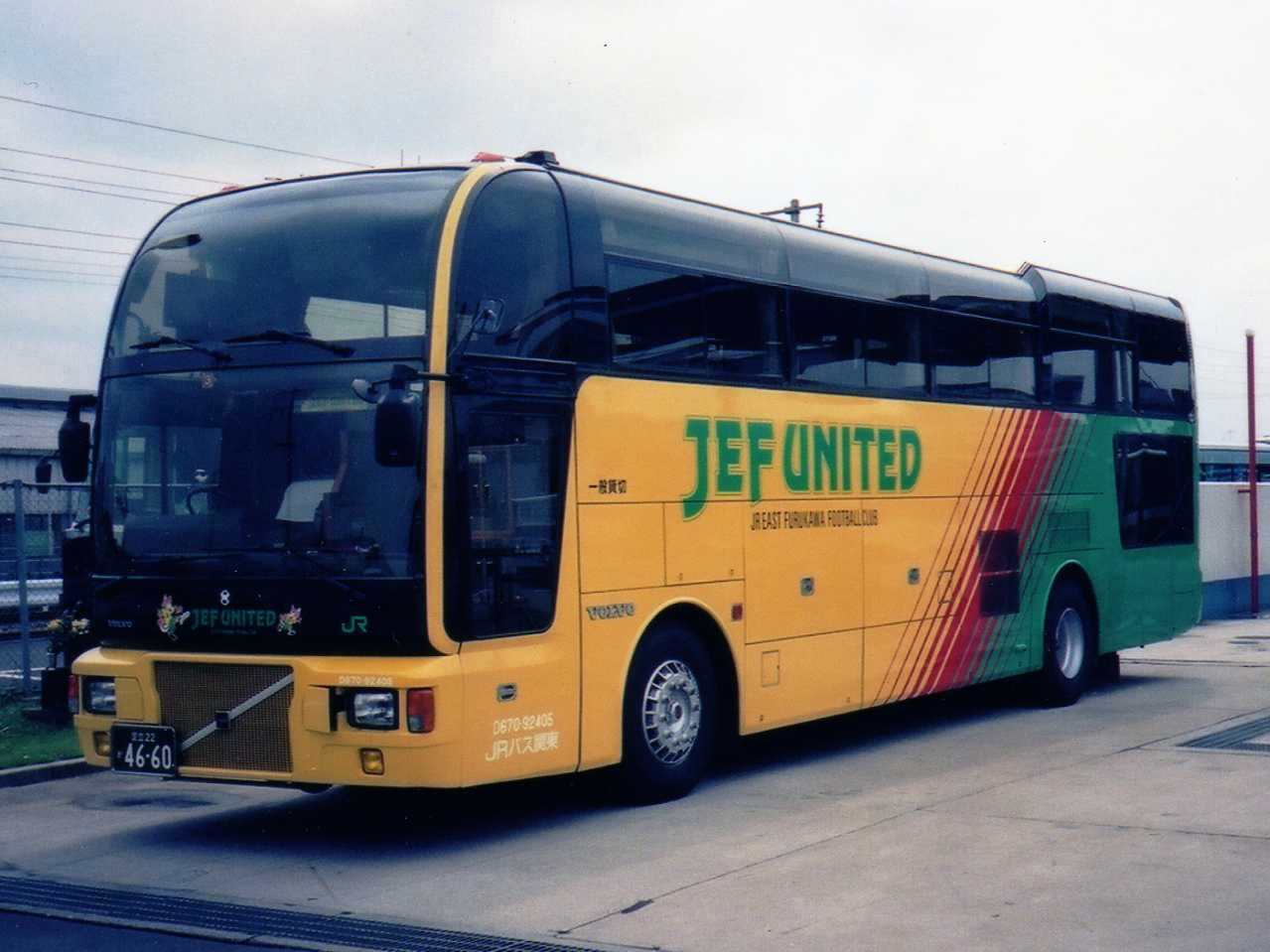
スーパーオリンピアン
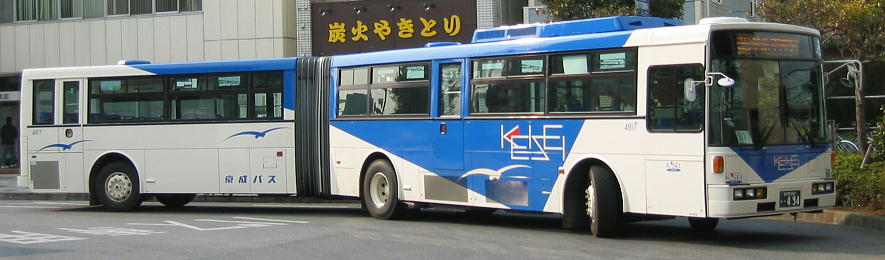
連節バス

- B7R
- B7TL
- B9TL

- スーパーオリンピアン
- アステローペ
- 連節バス

### ボルボ・トラック
- ボルボ・FL
- ボルボ・FE
- ボルボ・FM
- ボルボ・FM9
- ボルボ・FM12
- ボルボ・FH/FM
- ボルボ・FH12
- ボルボ・FH16
- ボルボ・NH
- ボルボ・VHD
- ボルボ・VN
- ボルボ・VT 880
- ボルボ・VM
- ボルボ・VNL
- ボルボ・VNR
- ボルボ・VNX
- ボルボ・VAH

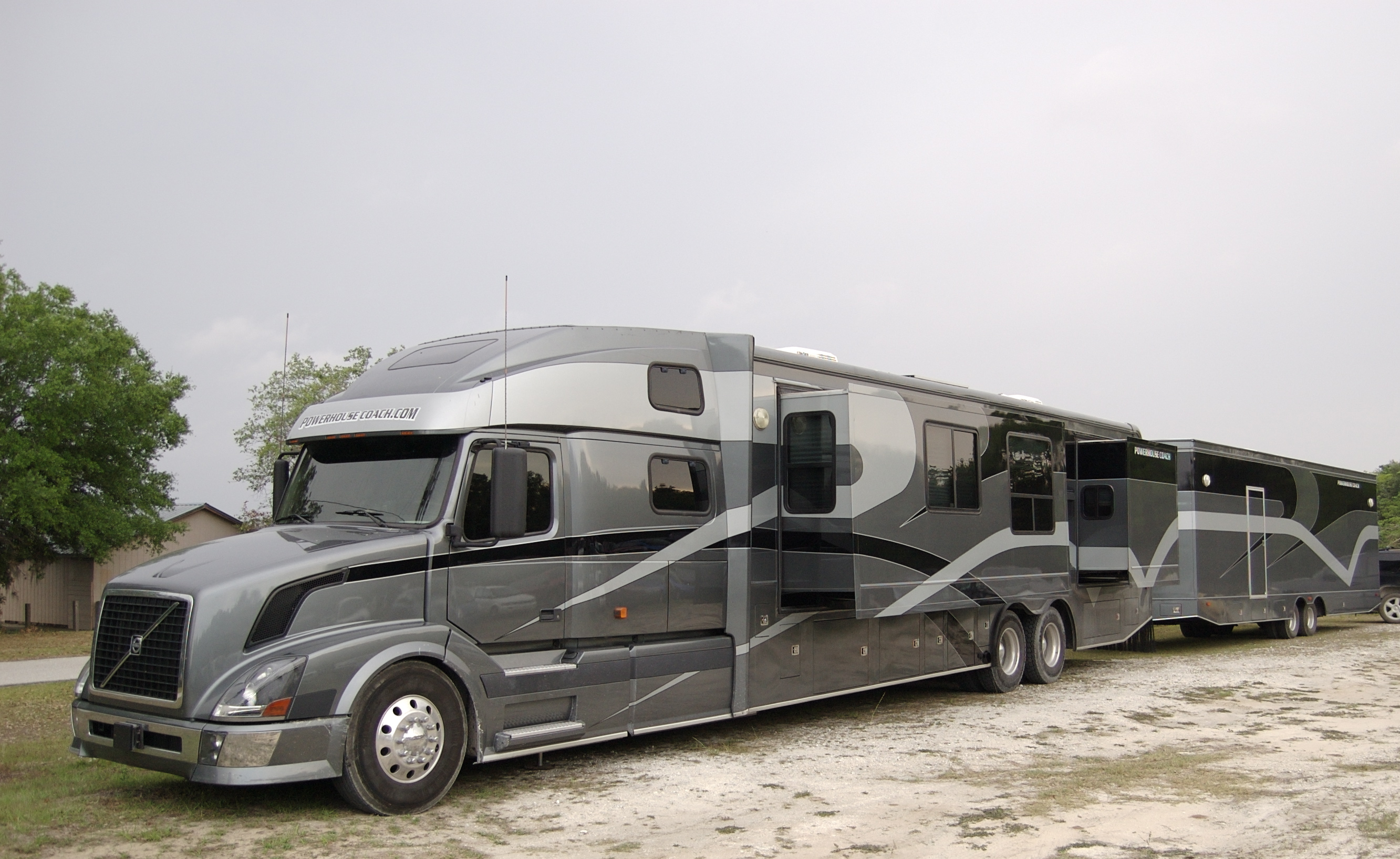
NH12(モーターホーム仕様)
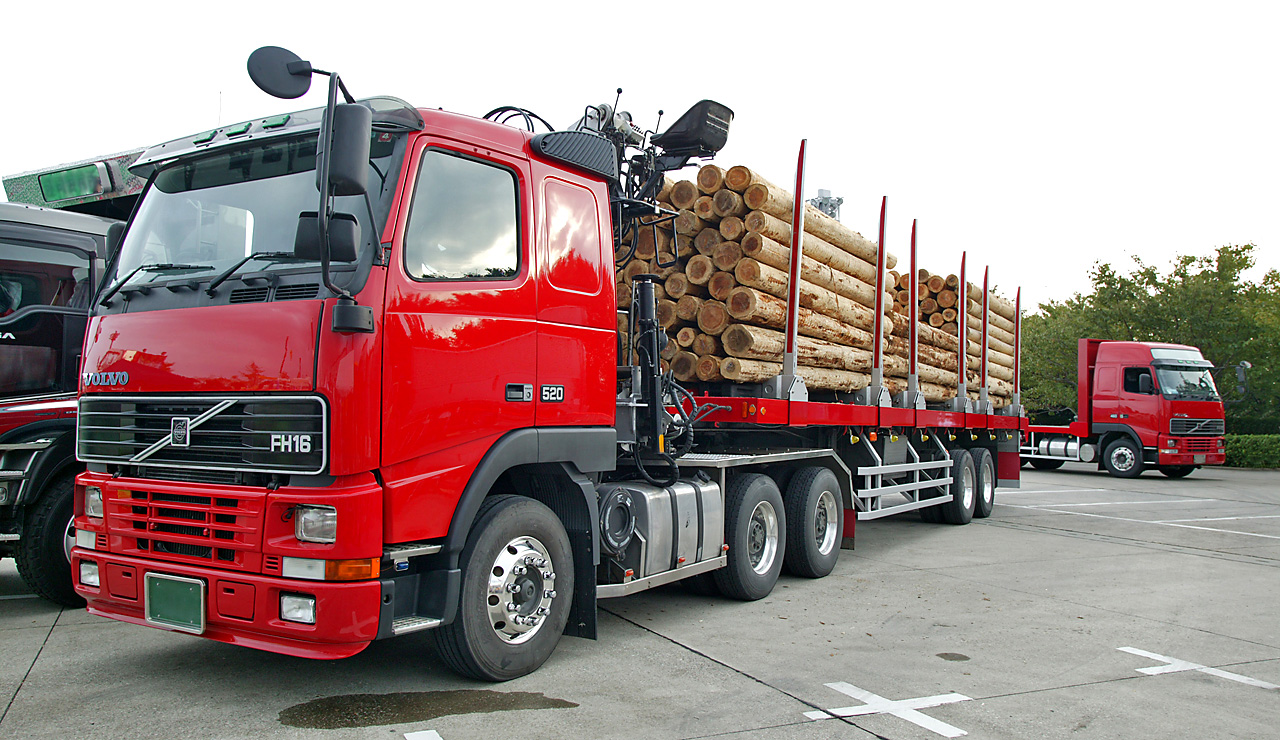
FH16
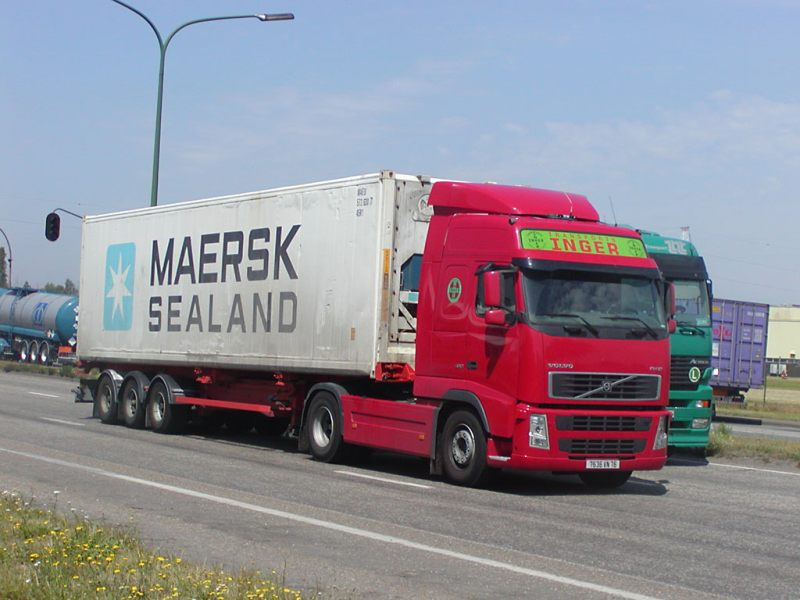
FH12